# ルイス・フィーザー
ルイス・フレデリック・フィーザー（Louis Frederick Fieser, 1899年4月7日 - 1977年7月25日）はアメリカ合衆国の有機化学者。1943年にナパームを発明・実用化した。ビタミンKの初合成をはじめとする血液凝固因子の研究、抗マラリア薬としてのキノン類の合成・探索、のちにコルチゾンの化学合成達成に繋がるステロイド類に関する研究、多環芳香族炭化水素の性質に関する研究を行った。

## 経歴
1899年、オハイオ州コロンバスに生まれる。1920年にウィリアムズ大学で学士号を取得し、1924年にハーバード大学のジェームズ・コナントの下で博士号を取得した。博士論文はキノンの酸化還元電位に関するものであった。1924年から1925年まで博士研究員として、イギリス・オックスフォード大学のウィリアム・パーキン・ジュニアと、またドイツ・フランクフルト大学でユリウス・フォン・ブラウンと共に研究を行った。1925年から1930年までブリンマー大学で働き、後に妻となるマリーとここで出会った。その後ハーバード大学へと戻り助教授となった。
フィーザーは1939年ごろビタミンKの構造決定競争に加わっており、年末には合成の達成を報告していた。フィーザーの追悼記事によれば、受賞者なしとされていた1941年および1942年のノーベル生理学・医学賞の候補者であったという。しかしながら、他の研究者が1943年にビタミンK発見者としてノーベル賞を受けている。
1962年、アメリカ合衆国公衆衛生局長官の諮問委員会に加わり、同委員会は1964年に喫煙と健康の関連性についての報告書を出版した。フィーザーはチェーン・スモーカーであったが、1965年に肺がんであると診断され、回復してからは喫煙の習慣をやめ、同委員会の提出した結論の啓蒙に努めた。1968年にハーバード大学の名誉教授となった。

## 受賞・栄典
- 1963年：ウィリアム・H・ニコルズ賞受賞。

## 研究内容、業績、活動
- 妻であり助手であったマリー・フィーザーと共に8冊の本、および「フィーザー・アンド・フィーザー」として知られる、有機化学における叢書 『Reagents for Organic Synthesis』（有機合成試薬）の第7巻までを著した。Organic Syntheses（有機合成）の編集者・寄稿者でもあった。
- フィーザーの名を冠する試薬は2つある。「フィーザー試薬」は酸化クロム(IV) の酢酸溶液であり、有機化合物の酸化に使われる。「フィーザー溶液」は水酸化カリウム、チオ硫酸ナトリウム、アントラキノン-2-スルホン酸ナトリウムの水溶液で、気流中の酸素の除去に用いられる[3]。
- 1942年7月4日に、ハーバード大学のアメリカンフットボール場で最初のナパーム弾実験を行っており、ナパームの開発を主導していた[4]。また第二次世界大戦中に、コウモリにナパームを付けた爆弾を使って、日本を攻撃する計画「プロジェクト・Xレイ」があり、フィーザーはこれに参加していた。ダウ・ケミカルは、フィーザーの開発した配合に基づいて、コウモリ爆弾用のナパームを製造したが、コウモリの制御は困難であり、テスト中に何匹かが逃げ出してアメリカ空軍基地に火災を発生させた。このような事件があったが、兵器としてナパーム弾の使用がアメリカ合衆国で問題となったのは、ベトナム戦争の時であった。フィーザーは「ナパームの開発者として、責任を感じることはない」と述べた[5]。